# Euclidia costovata
Euclidia costovata là một loài bướm đêm trong họ Erebidae.